# Lycée Gustave-Eiffel de Reims
Pour les articles homonymes, voir Lycée Gustave-Eiffel.
Le lycée Gustave-Eiffel de Reims est un établissement public d’enseignement professionnel situé au 34 de la rue de Neufchâtel à Reims, dans le département français de la Marne en région Grand Est.
L'établissement est nommé d'après l'ingénieur et industriel français Gustave Eiffel.

## Historique

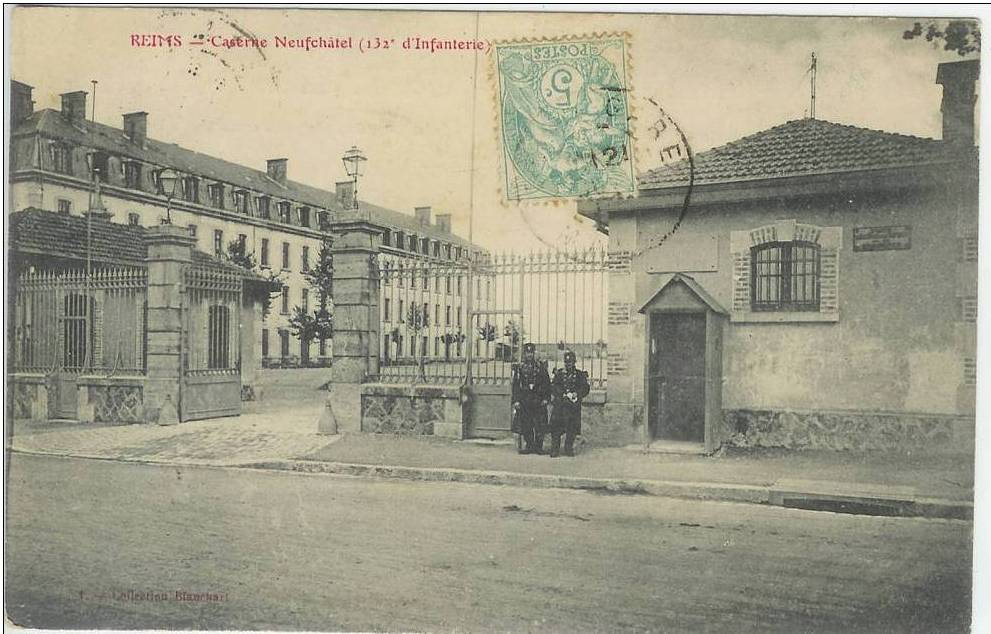
Caserne Neufchatel à Reims.

La caserne Neufchâtel ou caserne Drouet d’Erlon fut construite au milieu des champs en 1883, entraînant la création de tout un nouveau quartier de la ville appelé "Neufchâtel". Ses premiers occupants furent les fantassins du 132e RI régiment emblématique de la ville de Reims avant la Première Guerre mondiale.
Pendant la guerre 1914-1918, la caserne Neufchâtel devient un centre de gestion des subsistances militaires (magasins de vivres du service de l’intendance). La caserne Neufchâtel étant fréquemment bombardée, a été détruite pendant la Première Guerre mondiale et reconstruite. En 1920, le 3e bataillon du 106e régiment d’infanterie, autre régiment emblématique, vient à Reims puis en avril 1930, l'ensemble du 106e régiment d’infanterie y prend ses quartiers. En juin 1930, la nouvelle caserne est baptisée caserne Maistre.
l'historique militaire fait l'objet d'un chapitre détaillé dans Garnison de Reims.
C'est en 1950 que la caserne désaffectée est cédée au ministère de l’Éducation nationale, modifiée, elle abrite aujourd'hui le lycée Gustave Eiffel.

## Enseignements
En tant qu'établissement d'enseignement professionnel, le lycée Gustave-Eiffel est spécialisé dans les domaines suivants :
- Horticulture
- Hôtellerie-Restauration
- Boulangerie-Pâtisserie
- Automobile
- Génie mécanique
- Structures métalliques
- Sommellerie
- Fromagerie

## Classement du lycée
En 2015, le lycée se classe  16e sur 18 au niveau départemental quant à la qualité d'enseignement, et 1802e au niveau national. Le classement s'établit sur trois critères : le taux de réussite au bac, la proportion d'élèves de première qui obtient le baccalauréat en ayant fait les deux dernières années de leur scolarité dans l'établissement, et la valeur ajoutée (calculée à partir de l'origine sociale des élèves, de leur âge et de leurs résultats au diplôme national du brevet).

## Ouvrage de référence